# ラジオ放送

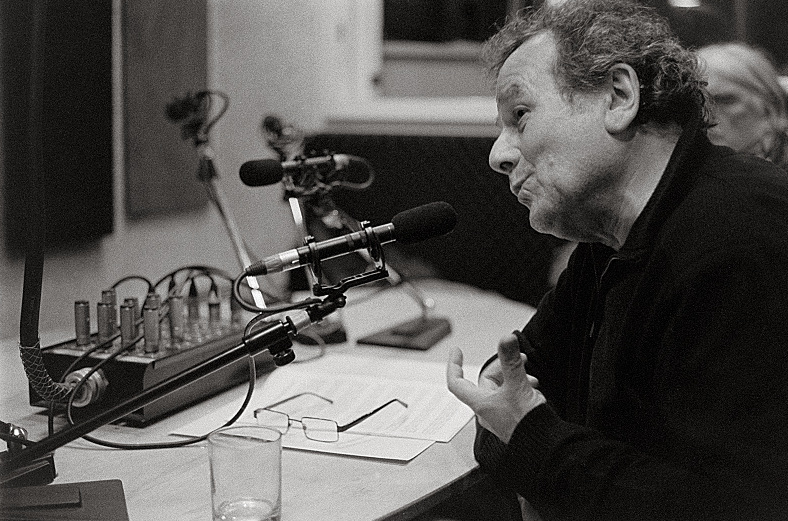
ラジオ局でマイクロフォンを使い音声を入力する

ラジオ放送（ラジオほうそう、英: Radio Broadcasting）とは、電波（無線）により音声信号を伝送する技術（無線電話）と、電波の広域に伝播する性質を利用して、音声その他の音響を無線で放送するものである。これを聴取する機器（受信機）や、その放送内容（コンテンツ）を指してラジオと呼ばれることも多い。

## 定義
法令に定義するものに
- 総務省令基幹放送の業務に係る特定役員及び支配関係の定義並びに表現の自由享有基準の特例に関する省令第2条第29号に「中波放送、短波放送及び超短波放送をいう。」
- 放送法施行規則第142条に届出一般放送の種類として同条第1項第1号ロに「ラジオ放送」

（1）共同聴取業務（一区域内において公衆によつて直接受信されることを目的として、ラジオ放送（その多重放送を含む。）を受信し、これを有線電気通信設備によつて再放送をすることをいう。以下同じ。）
（2）告知放送業務（一区域内において公衆によつて直接聴取されることを目的として、音声その他の音響を有線電気通信設備によつて放送をすることをいう。以下同じ。）
がある（促音の表記は原文ママ）。
基幹放送の業務に係る特定役員及び支配関係の定義並びに表現の自由享有基準の特例に関する省令は基幹放送に関わるもので、電波を使用する無線通信によるものが対象であり、例示されているのは地上基幹放送である。一方、放送法施行規則第142条は、同規則第5章一般放送第1節登録等第2款届出一般放送事業者にあり、有線一般放送に関わるもので、いわゆる有線ラジオ放送つまり有線電気通信によるものが対象である。ただし、（1）にある「ラジオ放送（その多重放送を含む。）」は基幹放送であるものを指す。